# Pat McCabe
Pat McCabe (ur. 21 marca 1988 w Sydney) – australijski rugbysta, uniwersalny zawodnik formacji ataku, reprezentant kraju, zwycięzca Pucharu Trzech Narodów 2011 oraz zdobywca brązowego medalu podczas Pucharu Świata w Rugby 2011.

## Kariera klubowa
Do trzynastego roku życia grał w piłkę nożną, treningi rugby rozpoczął podczas nauki w St Aloysius' College.
Po ukończeniu edukacji związał się z lokalnym klubem Warringah Rats i w 2008 roku otrzymał wyróżnienie dla najlepszego jego zawodnika w rozgrywkach Shute Shield. W 2012 roku został przydzielony do Western District RUFC i po raz pierwszy pojawił się w jego barwach w przegranym finale John I Dent Cup – lokalnych rozgrywek w Brisbane. W miarę możliwości występował w nim również w kolejnych latach.
W 2006 roku został także przyjęty do Akademii Waratahs i wziął udział w wyprawie zespołu na Wyspy Brytyjskie, podczas której zagrał w dwóch spotkaniach, a także otrzymał jedno z wyróżnień podczas dorocznej gali. W kolejnym roku znajdował się w składzie Central Coast Rays i wystąpił w trzech meczach zakończonego triumfem jedynego sezonu rozgrywek Australian Rugby Championship. Opuścił również wówczas Akademię Waratahs, bowiem w opinii trenerów był zbyt wolny, by grać w formacji ataku.
Zaczął zatem pracę nad szybkością wraz z Claytonem Kearneyem, trenerem Manly Sea Eagles i byłym sprinterem, mistrzem kraju. Pod koniec roku 2008 został przyjęty do Akademii Brumbies na sezon 2009. Zagrał w nim w dwóch meczach zespołu rezerw, Brumby Runners, a także wyjechał z zespołem na serię spotkań do Europy, gdzie mimo obecności doświadczonych zawodników został uznany najlepszym graczem tego tournée. Otrzymał następnie dwuletni, pełny kontrakt.
Przełomowy był dla niego rok 2010 – w rozgrywkach Super 14 zadebiutował jako skrzydłowy w pierwszej kolejce przeciwko Western Force i końca sezonu nie opuścił ani minuty. Swoją grę oparł na mocnym wchodzeniu w linię przeciwnika, celnym kopaniu, silnej obronie, a to wszystko przy niedużej liczbie błędów, a szkoleniowiec zespołu, Andy Friend, widział w nim kandydata na reprezentanta kraju. Podczas gali Brumbies został zatem uznany najlepszym zawodnikiem formacji ataku oraz najlepszym młodym zawodnikiem, otrzymał także wyróżnienia dla debiutanta roku: w rozgrywkach Super 14 i według australijskiego stowarzyszenia zawodowych rugbystów (Rugby Union Players Association).
Sezon 2011 rozpoczął jako obrońca, w jego trakcie grał również jako trzynastka i ponownie na skrzydle, po raz pierwszy na pozycji numer dwanaście zagrał zaś w trzeciej od końca kolejce przeciwko Reds. Dzięki swojej wszechstronności po raz drugi z rzędu otrzymał wyróżnienie dla najlepszego gracza formacji ataku Brumbies. Z uwagi na odniesioną na Pucharze Świata kontuzję ramienia, która wymagała operacji i rehabilitacji, sezon 2012 rozpoczął od drugiej kolejki rozgrywek. Wraz z Danem Palmerem i Stephenem Moore został mianowany wicekapitanem zespołu, zaś jego kombinacyjna gra z Christianem Lealiʻifano dawała pozostałym zawodnikom formacji ataku czas i miejsce na zaskoczenie przeciwnika.
Z reprezentacyjnego wyjazdu do Europy McCabe powrócił z pękniętym kręgiem szyjnym wymagającym kilkumiesięcznej rehabilitacji. W styczniu 2013 roku został mu zdjęty kołnierz ortopedyczny, a do gry powrócił w marcu meczem z Tonga A w ramach rozgrywek Pacific Rugby Cup. Naderwał w nim jednak ścięgno, co oznaczało kolejny miesiąc przerwy, w meczowym składzie Jake White umieścił go więc na początku kwietnia. W maju zawodnik przedłużył kontrakt o kolejne dwa lata, a zespół dotarł do finału rozgrywek, gdzie uległ nowozelandzkim Chiefs. McCabe nie wystąpił jednak w fazie play-off, gdyż w meczu Wallabies z British and Irish Lions odnowiła mu się kontuzja karku. Do gry kontaktowej został dopuszczony w styczniu 2014 roku, jego pierwszy od siedmiu miesięcy mecz zakończył się już po piętnastu minutach, po uderzeniu w głowę został bowiem zniesiony z boiska. Nie zrażony tym zawodnik powrócił do drużyny na ostatni przedsezonowy mecz przygotowawczy, twierdząc, że kontuzje te nie zmienią jego agresywnego stylu gry. Nowy szkoleniowiec Brumbies, Stephen Larkham, wystawił zatem McCabe'a w otwierającym sezon 2014 spotkaniu z Reds. W następnej kolejce po interwencji lekarza nie pojawił się z powrotem na boisku po przerwie, został również zabrany do szpitala uskarżając się na ból w karku. Seria badań wykluczyła jednak jakikolwiek uraz, a zawodnik w kolejnych meczach imponował wysoką formą.
W drugiej części sezonu 2014 w rozgrywkach National Rugby Championship został przydzielony do zespołu Canberra Vikings jako ówczesny reprezentant kraju, choć jego udział w zawodach był zależny od obowiązków w kadrze. Trzecia kontuzja kręgów szyjnych w ciągu dwóch lat zakończyła jego karierę, pozostał jednak zgodnie z kontraktem opłacany przez Brumbies przez kolejny rok, zajmując się pracą w sztabie szkoleniowym i kończąc jednocześnie studia.

## Kariera reprezentacyjna
Był stypendystą ogólnokrajowego programu National Talent Squad. W stanowych barwach zwyciężył w mistrzostwach kraju U-16 w 2004 roku. Rok później uczestniczył w mistrzostwach kraju w kategorii U-18, po czym został powołany do kadry Australian Schoolboys A na mecz z irlandzkimi rówieśnikami. W 2007 roku znalazł się w składzie reprezentacji U-19, która zajęła trzecie miejsce w mistrzostwach świata w tej kategorii wiekowej. Na tym turnieju zagrał w czterech z pięciu spotkań nie zdobywając punktów. W 2008 roku nie znalazł się ostatecznie w składzie reprezentacji U-20 na inauguracyjne MŚ juniorów.
Dzięki udanemu sezonowi ligowemu po raz pierwszy do seniorskiej kadry został powołany w trakcie Pucharu Trzech Narodów 2010 jako zastępca kontuzjowanych Petera Hynesa i Camerona Shepherda. Nie wystąpił wówczas w żadnym spotkaniu, jednak pozostał w składzie na listopadową wyprawę Wallabies do Europy. Zagrał w dwóch spotkaniach przeciw drużynom klubowym – Leicester Tigers i Munster, zaś w testmeczu zadebiutował kilkuminutowym epizodem przeciw Włochom zostając tym samym 847. zawodnikiem w historii australijskiej reprezentacji. W sierpniu tego roku otrzymał także pierwsze powołanie do reprezentacji rugby 7 w perspektywie zbliżających się Igrzysk Wspólnoty Narodów 2010, z wyjazdu na turniej w Delhi wyeliminowała go jednak odniesiona we wrześniowym klubowym spotkaniu kontuzja kolana.
Został następnie nominowany do kadry na pierwszą część sezonu 2011. W niespodziewanie przegranym spotkaniu z Samoa zdaniem selekcjonerów był jedynym wyróżniającym się przedstawicielem formacji ataku, dzięki czemu pozostał podstawowym środkowym ataku na rozpoczynające Puchar Trzech Narodów 2011 spotkanie ze Springboks. Tę samą rolę pełnił również w pozostałych trzech meczach turnieju, a Wallabies pierwszy raz od dziesięciu lat zwyciężyli w tych rozgrywkach. W ich trakcie zdobył pierwsze w reprezentacyjnej karierze przyłożenie, a postawa zaprezentowana w pięciu tegorocznych spotkaniach przy braku gry w końcu poprzedniego sezonu wystarczyła, iż otrzymał wyróżnienie dla debiutanta roku. Znalazł się następnie w trzydziestoosobowym składzie Robbiego Deansa na Puchar Świata w Rugby 2011. Po dwóch występach w podstawowym składzie przeciwko Włochom i Irlandii, do meczu z USA przystąpił jako rezerwowy. Zdobył w nim jedno z przyłożeń, doznał jednak kontuzji ramienia, opuścił zatem spotkanie z Rosją. Podleczony zawodnik powrócił do podstawowego składu na ćwierćfinałowy pojedynek z RPA, gdzie jego uraz pogłębił się. Pomimo coraz większego bólu McCabe stanął również w półfinale przeciwko Nowozelandczykom, nie został już jednak wystawiony do wygranego meczu o trzecie miejsce. Po turnieju przeszedł operację ramienia i nie wziął udziału w dwumeczowej wyprawie do Europy.
Znalazł się w meczowych składach na wszystkie cztery otwierające sezon 2012 mecze, a choć nie wszedł z ławki rezerwowych przeciw Szkotom w trzymeczowej serii z Walią był zawodnikiem podstawowej piętnastki, walnie przyczyniając się do zwycięstwa w pierwszym z nich. Jego wkład w drużynę został doceniony włączeniem go do pięcioosobowej grupy przewodzącej Wallabies. Z uwagi na złamanie przewlekłe lewej nogi opuścił pierwszą połowę The Rugby Championship 2012, w jego drugiej części powracając do wyjściowego składu. Przed wyjazdem na kończące sezon spotkania na północnej półkuli zagrał w zremisowanym meczu Bledisloe Cup z All Blacks. Pierwszym rywalem Australijczyków w Europie byli Francuzi, a McCabe doznał w tym spotkaniu urazu szyi – początkowa diagnoza wskazywała na nadwyrężenie, jednak dokładniejsze badania wykazały pęknięcie jednego z kręgów szyjnych, co oznaczało wymuszoną trzymiesięczną przerwę w grze.
Kontuzja kolana z maja 2013 roku zagroziła jego szansom na powołanie na pierwsze od dwunastu lat tournée British and Irish Lions, lecz po dojściu do pełnej sprawności otrzymał jedno z ostatnich sześciu miejsc w kadrze na tę trzymeczową serię. W pierwszym meczowym składzie znalazł się na ławce rezerwowych, wkrótce wszedł jednak na boisko, gdy kontuzją zakończył się jednominutowy debiut Christiana Lealiʻifano. Na początku drugiej połowy meczu również McCabe został z niego zniesiony, gdy w przegrupowaniu ponownie doznał urazu karku. Profilaktycznie został zatem pominięty w składzie na drugi testmecz, lecz wkrótce ogłoszono, że nie weźmie udziału w obu pozostałych spotkaniach serii. Po dalszych konsultacjach lekarze zdiagnozowali odnowienie się zeszłorocznej kontuzji i zalecili przerwę w grze do końca roku, nie był zatem brany pod uwagę przez nowego selekcjonera Wallabies, Ewena McKenzie, przy ustalaniu kolejnych składów reprezentacji w tym sezonie.
Sezon 2014 rozpoczął od dwóch meczów z Francuzami, z trzeciego bowiem wyeliminował go uraz. Pozostał w składzie na The Rugby Championship 2014, a w drugim spotkaniu z All Blacks został zniesiony z boiska z podejrzeniem odnowienia się urazu kręgów szyjnych. Po potwierdzeniu diagnozy zgodnie z zaleceniem lekarzy ogłosił zatem zakończenie kariery sportowej.

## Osiągnięcia
- Puchar świata w rugby – 3. miejsce: 2011
- Mistrzostwa świata U-19 – 3. miejsce: 2007
- Puchar Trzech Narodów – zwycięstwo: 2011
- Super Rugby – finał: 2013
- Super 14 Rookie of the Year – 2010

## Varia
- Podobnie jak rodzeństwo[159] studiował prawo i ekonomię na Macquarie University i University of Southern Queensland[2][38][160].